# خنفساء العليق
خنفساء توت العليق (الاسم العلمي:  Byturus tomentosus) هي نوع من الخنافس في عائلة دود الفاكهة Byturidae. وهو آفة رئيسية منتشرة في شمال ووسط أوروبا، حيث يقوم بإفساد عدة أنواع من العليق.
قريبة هذا النوع من الخنافس هي دودة ثمار التوت (الاسم العلمي:  B. urbanus) التي يعتبر موطنها الأصلي أمريكا الشمالية.

## سلوك
تجد الخنافس أزهار توت العليق باستخدام حاسة الرؤية وعن طريق الرائحة وتبيض عليها بيضها الذي يتفقس فيما بعد إلى يرقات بنية شاحبة. تتغذى اليرقات على الثمار النامية وتتسبب في ظهور الثمر بشكل متقلص وأصغر حجمًا. يمكن لإناث الخنافس البالغة ان تضع إلى ما يقارب 120 بيضة. تتغذى الخنافس البالغة أيضًا على أوراق النبتة وأزهارها. تقضي الخنافس البالغة الشتاء في التربة اتي تكون تحت النباتات المضيفة.

## مكافحة الآفات
نظرًا لأن اليرقات تكون مختبئة في ثمار التوت خلال معظم مراحل النمو؛ لا يكون للحيوانات المفترسة الطبيعية أي تأثير كبير على عدد مجموعة الخنافس. غالبا؛ يتم مكافحة خنفساء العليق عن طريق استخدام المبيد الحشري derris - ديريس . على الرغم من أن الخبراء في مجال الزراعة البيئية والعضوية لم يعودوا يعتبروا ديريس آمنا من الناحية البيئية. بعض أنواع توت العليق البري تعتبر مقاومة ليرقات الخنافس هذه. 

## أهمية اقتصادية

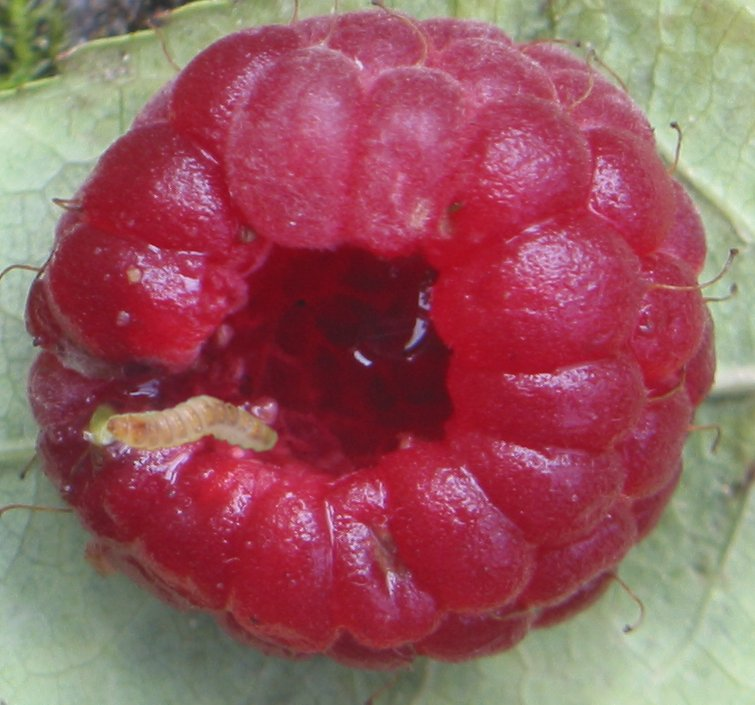
يرقة خنفساء العليق على التوت

تتسبب الآفات في تلف التوت البري، والزراعي والعليق الاسود. تأكل الخنافس أجزاء من الزهور والأوراق الصغيرة اليانعة وتضع بيضها بين الأسدية والمدقة (اجزاء من الزهرة). تشق اليرقات حفرها لتدخل في الفاكهة النامية التي لا تزال صغيرة، وتسبب في جعلها شاحبة اللون، ولتلاشيها وتعفنها أيضاً. ثم تسقط اليرقات إلى التربة وتكمل تطورها تحت الأرض. تشمل المكافحة حفر التربة حول الشجيرات وحرث ما حولها. يمكن استخدام المبيدات الكيميائية في مرحلة الإزهار . يستخدم أحياناً فخ أبيض لزج لإمساك الخنافس. 